# International Opera Awards 2017

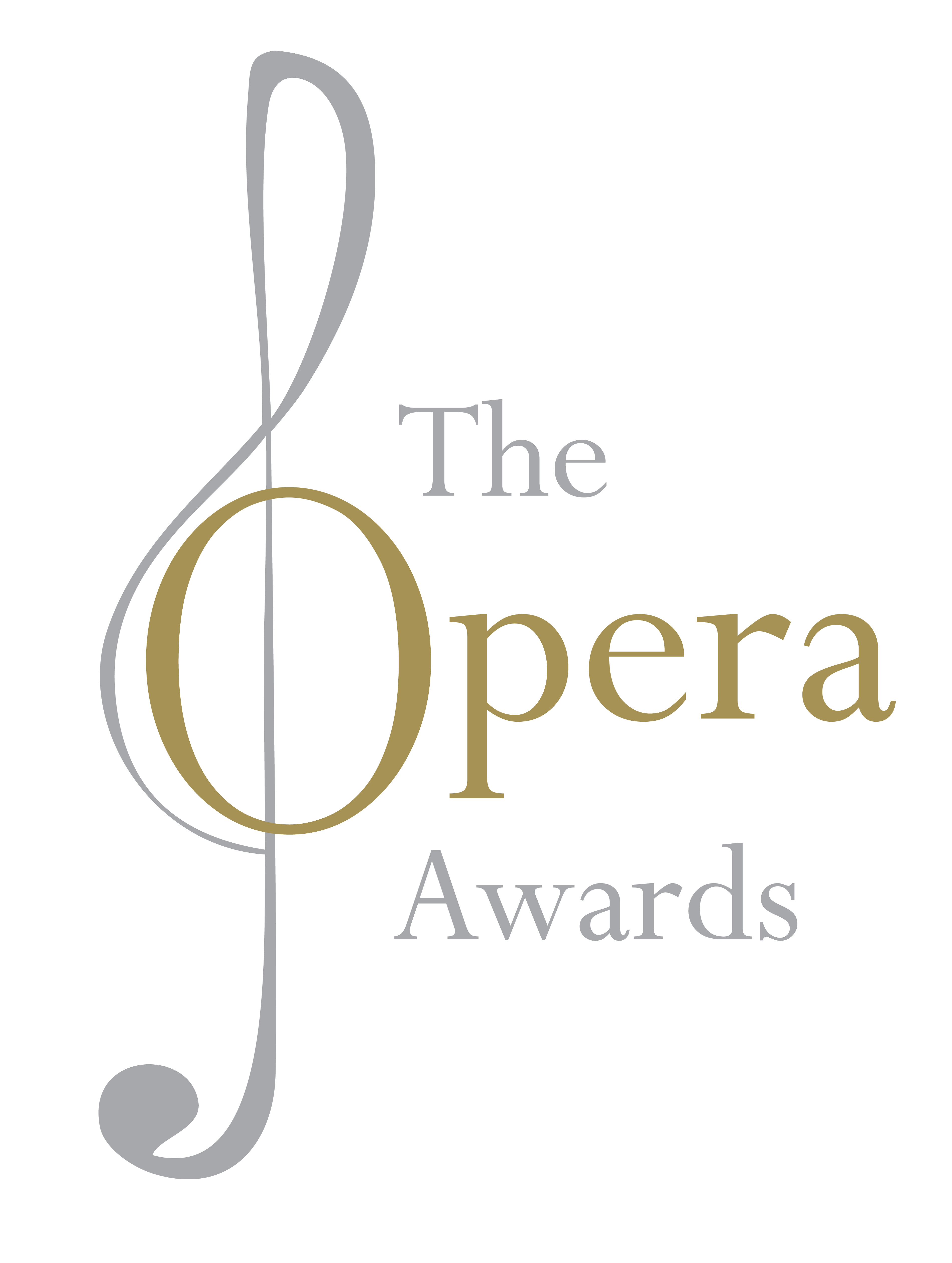

Die International Opera Awards 2017 stellten die fünfte Verleihung der International Opera Awards dar, die von Harry Hyman, einem britischen Geschäftsmann und Philanthropen, und von John Allison, Herausgeber der britischen Fachzeitschrift Opera, ins Leben gerufen wurden.

## Zeremonie
Die Preisträger wurden am 7. Mai 2017 in feierlichem Rahmen im London Coliseum bekanntgegeben. Musikalisch gestaltet wurde der Festakt von Stuart Skelton, Anita Ratschwelischwili, Stéphanie d’Oustrac, Louise Alder, Bryan Hymel, Lauren Fagan und Rhian Lois.

## Preisträger 2017
| Kategorie                                                   | Preisträger | Weitere Nominierte |
| ----------------------------------------------------------- | --- | --- |
| Sänger                                                      | Lawrence Brownlee | - Stéphane Degout - Eric Owens - Matthew Polenzani - Johan Reuter - Martin Winkler |
| Sängerin                                                    | Anna Netrebko | - Maria Bengtsson - Stéphanie d’Oustrac - Christiane Karg - Anita Ratschwelischwili - Daniela Sindram |
| Dirigent                                                    | Philippe Jordan | - Riccardo Chailly - Lothar Koenigs - Susanna Mälkki - Ingo Metzmacher - Esa-Pekka Salonen |
| Chor                                                        | Arnold Schoenberg Chor | - Lyric Opera of Chicago - MusicAeterna - Oper Stuttgart - Opera Australia - Opera North |
| Regie                                                       | Christof Loy verliehen von Benugo | - Robert Carsen - Tatjana Gürbaca - Nigel Lowery - Damiano Michieletto - Kirill Serebrennikov |
| Ausstattung                                                 | Klaus Grünberg | - Cordelia Chisholm - Paolo Fantin - Alfons Flores - Johannes Leiacker - Christian Schmidt |
|                                                             | | |
| Opernhaus                                                   | Opéra de Lyon | - Houston Grand Opera - Oper Stuttgart - Opera Vlaanderen - Royal Opera House - Teatro alla Scala |
| Festival                                                    | Wexford Festival Opera verliehen von Charles Heidsieck | - Festival d’Aix-en-Provence - Festival Verdi - Garsington Opera - Lyon Festival - Spoleto Festival USA |
|                                                             | | |
| Neuinszenierung verliehen von The Vineyard                  | Saariaho: L’amour de loin, 2000 - Libretto von Amin Maalouf - Metropolitan Opera - Dirigent: Susanna Mälkki - Regie: Robert Lepage, Bühne: Michael Curry | - Glass: Akhnaten (1984), Regie: Phelim McDermott, English National Opera - Janáček: Věc Makropulos (1926), Regie: Kornél Mundruczó, Opera Vlaanderen - Schostakowitsch: Lady Macbeth von Mzensk (1934), Regie: Harry Kupfer, Bayerische Staatsoper, München - Schostakowitsch: Die Nase (1930), Regie: Barrie Kosky, Royal Opera House, London - Verdi: Giovanna d’Arco (1845), Regie: Saskia Boddekke und Peter Greenaway, Teatro Regio di Parma |
| Wiederentdeckung                                            | Żeleński: Goplana, 1896 - Libretto von Ludomił German nach der Tragödie Balladyna von Juliusz Słowacki - Teatr Wielki, Warschau - Orchester und Chor der Polnischen Nationaloper - Dirigent: Grzegorz Nowak - Regie und Bühne: Janusz Wiśniewski                    | - Casella: La donna serpente (1932), Teatro Regio di Torino - Cesti: Le nozze in sogno (1665), Innsbrucker Festwochen der Alten Musik - Donizetti: Olivo e Pasquale (1827), Donizetti Opera Festival, Bergamo - Giordano: La cena delle beffe (1924), Teatro alla Scala, Mailand - Oscar Straus: Die Perlen der Cleopatra (1923), Komische Oper Berlin                                                                                             |
| Uraufführung                                                | Thomas Adès: The Exterminating Angel - Libretto von Thomas Adès und Tom Cairns nach dem Spielfilm Der Würgeengel von Luis Buñuel - Salzburger Festspiele - ORF Radio-Symphonieorchester Wien - Dirigent: Thomas Adès - Regie: Tom Cairns, Bühne: Hildegard Bechtler | - Elena Langer: Figaro Gets a Divorce, Welsh National Opera - Missy Mazzoli: Breaking the Waves, Opera Philadelphia - Anno Schreier: Hamlet, Theater an der Wien - Bright Sheng: Dream of the Red Chamber, San Francisco Opera - Miroslav Srnka: South Pole, Bayerische Staatsoper, München |
|                                                             | | |
| Aufnahme (vollständige Oper)                                | Tschaikowski: Pique Dame, 1890 - Libretto von Modest Tschaikowski nach der Erzählung Pique Dame von Alexander Puschkin - Chor und Symphonieorchester des Bayerischen Rundfunks - Dirigent: Mariss Jansons - BR-Klassik                                              | - Wagner: Die Walküre (1870), Jaap van Zweden (Naxos) - Leoncavallo: Zazà (1900), Maurizio Benini (Opera Rara) - Glass: Einstein on the Beach (1976), Michael Riesman (Opus Arte) - Verdi: La forza del destino (1862), Asher Fisch (Sony) - Berg: Lulu (1937), Lothar Koenigs (Nonesuch) |
| Aufnahme (Recital)                                          | Pretty Yende: A Journey - Orchestra Sinfonica Nazionale della RAI, Marco Armiliato - Sony | - Lawrence Brownlee: Allegro io son (Delos) - Allan Clayton: Where’er You Walk (Signum Classics) - Marianne Crébassa: Oh, Boy! (Erato) - Sabine Devieilhe: The Weber Sisters (Erato) - Pumeza Matshikiza: Arias (Decca) |
|                                                             | | |
| Junger Sänger verliehen von Mazars                          | Louise Alder | - J’Nai Bridges - Björn Bürger - Lise Davidsen - Jennifer France - Julie Fuchs - Sam Furness - Levy Sekgapane - David Shipley - Long Zhang |
| Reader’s Award verliehen vom Opera Magazine                 | Juan Diego Flórez | - Roberto Alagna - Cecilia Bartoli - Piotr Beczała - Renée Fleming - Elīna Garanča - Sondra Radvanovsky - Bryn Terfel |
| Newcomer                                                    | Lorenzo Viotti, Dirigent | - Polly Graham, Regisseur - Oksana Lyniv, Dirigent - Simon Stone, Regisseur - Matthew Waldren, Dirigent - Lloyd Wood, Regisseur |
| Erziehung und Wirkung                                       | Natalya Sats Children’s Opera Theatre | - Dutch National Opera - Glyndebourne Opera Festival - Komische Oper Berlin - Lyric Opera of Chicago - Umculo Cape Festival |
| Lebensleistung                                              | Renata Scotto | |
| In Memoriam                                                 | Alberto Zedda | |
| Leadership in Opera verliehen vom Good Governance Institute | Bernard Foccroulle | |
| Philanthropie                                               | FEDORA: The European Circle of Philanthropists of Opera and Ballet | |